# 丁未士禍
良才驛壁書事件（양재역벽서사건），又名丁未士禍（정미사화），發生於朝鮮王朝明宗二年（丁未年，即明嘉靖二十六年，公元1547年）的農曆九月。當時，在京畿南部的良才驛（位於今日首爾市瑞草區良才洞），有人在各個角落暗中驛站上貼了一幅匿名的壁書中寫下：“如同女人執政於主上 奸臣李芑等弄權於下 國之將亡 可立而待若是母雞啼叫聲，倘若國家滅亡豈不人寒心哉”。文定大王大妃看到壁書貼文十分火冒三丈大發雷霆。時任領議政的尹任及中宗的寵妃之一熙嬪所生的兒子鳳城君李岏受到牽連而被賜死。